# Mangskogs landskommun
Mangskogs landskommun var en tidigare kommun i Värmlands län.

## Administrativ historik
Kommunen inrättades i Mangskogs socken i Jösse härad i Värmland när 1862 års kommunalförordningar trädde i kraft den 1 januari 1863.
Vid kommunreformen 1952 uppgick den i Brunskogs landskommun som upplöstes 1971 då denna del uppgick i Arvika kommun.

## Politik

### Mandatfördelning i Mangskogs landskommun 1938-1946
| 9 | 11 |

| 19 |

| 9 | 11 |

| 19 |

| 8 | 12 |

| 19 |